# Ricardo Flores Magón, Durango
Ricardo Flores Magón är en ort i Mexiko.   Den ligger i kommunen General Simón Bolívar och delstaten Durango, i den centrala delen av landet, 700 km nordväst om huvudstaden Mexico City. Ricardo Flores Magón ligger 1 460 meter över havet och antalet invånare är 215.
Terrängen runt Ricardo Flores Magón är lite kuperad, och sluttar norrut. Runt Ricardo Flores Magón är det mycket glesbefolkat, med 4 invånare per kvadratkilometer. Närmaste större samhälle är José Trinidad García de la Cadena, 3,1 km norr om Ricardo Flores Magón. Omgivningarna runt Ricardo Flores Magón är i huvudsak ett öppet busklandskap.